# Johannes Draaijer
Johannes Draaijer (Nijemirdum, Gaasterlân-Sleat, 8 de març de 1963 - Hoeven, Halderberge, 27 de febrer de 1990) va ser un ciclista neerlandès que fou professional entre 1988 i 1990, any de la seva mort prematura als 23 anys, degut a una afectació cardíaca.

## Palmarès
- 1987
  -  Campió dels Països Baixos en ruta en categoria amateur
  - Vencedor de 2 etapes de la Cursa de la Pau
- 1989
  - Vencedor d'una etapa de la Volta a Múrcia

### Resultats al Tour de França
- 1989. 130è de la classificació general